# Robert Christgau
Robert Christgau, parfois appelé Xgau, né le 18 avril 1942 à Greenwich Village (New York), est un critique musical américain, auto-proclamé « doyen des critiques américains de musique rock ». Il est l'un des premiers critiques rocks professionnels, et se démarque fréquemment par le style particulier de ses critiques, souvent succinctes. Il a été par ailleurs rédacteur pour le journal The Village Voice pendant 37 ans, dans lequel il a créé le sondage annuel Pazz & Jop. Il a fait des papiers pour Playboy, Spin, Creem, et participé de 1968 à 2007 à Rolling Stone.

## Style et préférences
Christgau considère Louis Armstrong, Thelonious Monk, Chuck Berry, The Beatles, et The New York Dolls comme ses cinq artistes favoris. Il a très tôt apprécié et encouragé les mouvements musicaux hip-hop et riot grrrl. Lors des années 1980, il s'intéresse également de près à l'afropop.
Il s'est mis à dos une partie de la communauté des critiques musicaux, en raison de son manque d'intérêt pour le rock américain et britannique, et s'est attiré l'inimitié durable de beaucoup d'artistes comme Lou Reed ou Sonic Youth par ses articles implacables.
Parmi les styles qu'il n'apprécie pas, Christgau mentionne le heavy metal, l'art rock, le rock progressif, le bluegrass, le gospel, le folk irlandais ainsi que le jazz fusion ; cependant, il lui est arrivé de recommander des albums dans la majorité de ces styles.